# Edmund Porges
Edmund Porges (* 25. Mai 1872 in Wien; † 1. März 1917 ebenda) war ein österreichischer Journalist, Publizist und Herausgeber der ersten österreichischen Filmzeitschrift. Sein Bruder Friedrich Porges war ebenfalls als Herausgeber von Filmzeitschriften tätig.

## Leben
Porges begann seine Laufbahn als Journalist bei verschiedenen Tageszeitungen in Wien. In dieser Funktion ging er einige Jahre als Korrespondent nach Berlin und wandte sich nach seiner Rückkehr nach Wien der Filmpublizistik zu. Er gründete 1907 die Kinematographische Rundschau, die als offizielles Sprachrohr des Verbandes der Österreichischen Kinematographenbesitzer fungierte, ein Verband, an dessen Gründung er beteiligt war.
Für die Jahre 1916 (Wien im Krieg) bis 1917 (Der Schmuck der Herzogin) sind zudem zwei Drehbücher von Porges nachgewiesen: